# 三眼桥站 (中国铁路)
三眼桥站位于广东省佛山市南海区盐步，是三眼桥联络线（原广茂铁路）上的一座四等站，于1903年投入使用。离广州站11公里，距三水西站44公里，距石围塘站5公里，隶属广东铁路有限公司管辖。客运可办理旅客乘降，不含行李、包裹托运；不办理货运业务。